# Gesprächskonzert
Gesprächskonzert ist die Bezeichnung für eine Konzertform, die versucht, mit Hilfe von Erläuterungen den Zuhörern einen Einblick in die aufgeführten Stücke sowie die Umstände ihrer Entstehung, die Thematik der Stücke aus philosophischer, soziologischer oder kulturhistorischer Sicht zu geben. Gewöhnlich erfolgt dieses durch einen Sprecher, der einer der Musiker selbst sein kann (z. B. der Dirigent). Häufig übernehmen diese Aufgabe auch Rezitatoren, Schauspieler oder Experten des jeweiligen Fachgebietes.
Es werden z. B. Briefe oder Tagebucheinträge des Komponisten vorgelesen, um dessen Beweggründe zu erläutern, oder es wird das Werk eines Komponisten, einer Stilrichtung, einer Epoche, einer Region etc. in einen größeren Zusammenhang gestellt.
Sehr verbreitet ist diese Art von Konzerten, sofern es sich um musikwissenschaftliche Gesprächskonzerte handelt, an Universitäten und Musikschulen, da sie in erster Linie nicht einem Unterhaltungszweck dient, sondern einem Lehrzweck.